# Plac Kropywnyckiego we Lwowie
Plac Kropywnyckiego – plac we Lwowie, położony u wylotu ulicy Bandery na ulicę Gródecką. Przed II wojną światową nosił imię Józefa Bilczewskiego, obecna nazwa upamiętnia Marka Kropywnyckiego, zmarłego w roku 1910 aktora ukraińskiego. Znajduje się przy nim greckokatolicka cerkiew św. Olgi i Elżbiety (dawny rzymskokatolicki kościół św. Elżbiety). Z uwagi na wybudowany na placu pomnik Stefana Bandery jest częstym miejscem wystąpień neobanderowców.